# Fronte Rinnovatore
Il Fronte Rinnovatore (in spagnolo Frente Renovador, acronimo: FR) è una partito politico argentino di orientamento peronista, guidato da Sergio Massa.

## Storia

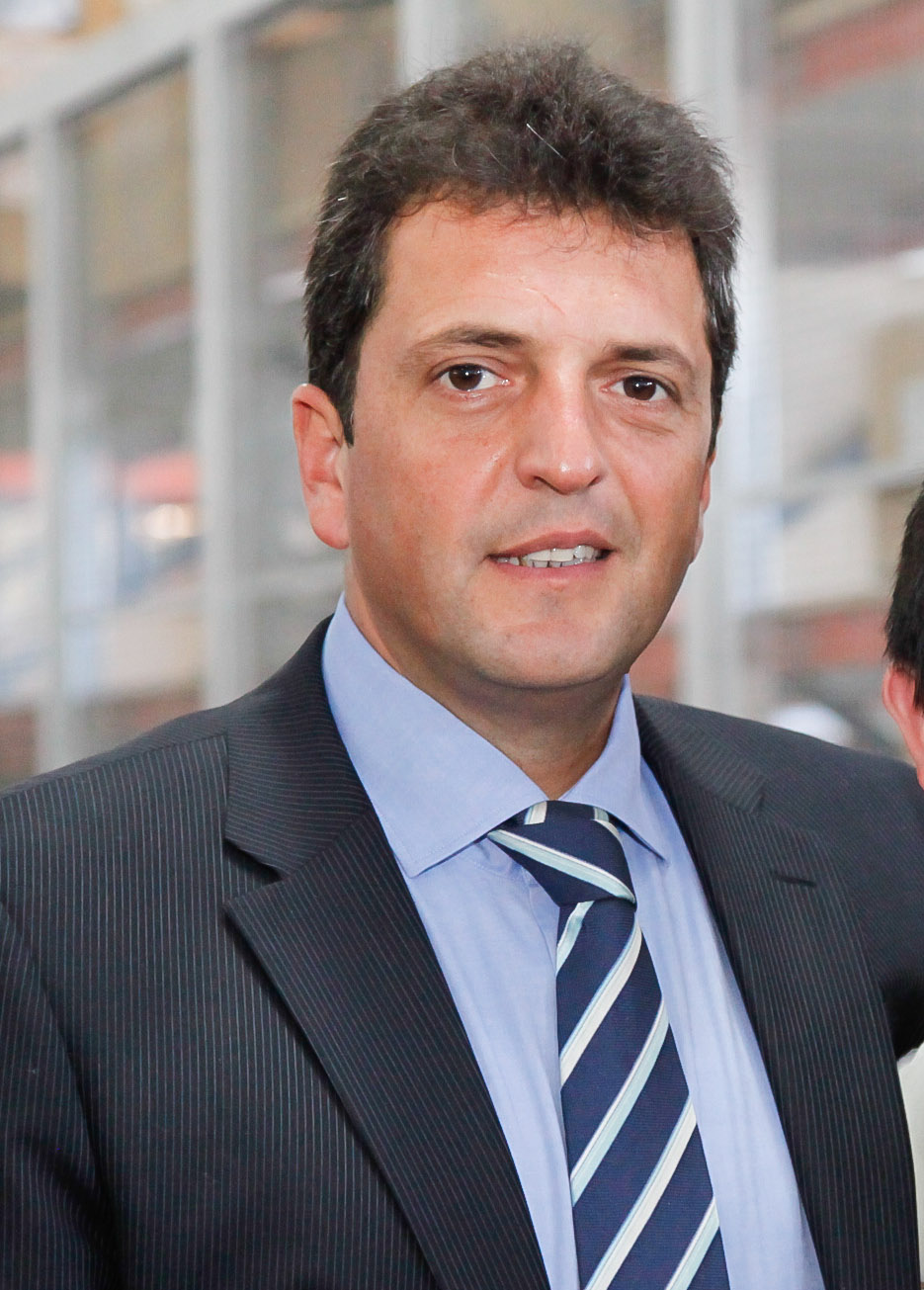
Sergio Massa, leader del Fronte Rinnovatore

Il Fronte Rinnovatore è nato come ala dissidente all'interno del Partito Giustizialista nel giugno 2013. È stato creato da Sergio Massa sindaco di Tigre ed ex capo di gabinetto della ex-Presidente Cristina Kirchner dal 2008 al 2009 ma da cui in seguito si è politicamente allontanato.

della provincia di Buenos Aires in contrapposizione al Fronte per la Vittoria, alleanza composta dalla fazione peronista guidata dalla presidente Cristina Kirchner, in occasione delle Elezioni parlamentari in Argentina del 2013.

Il FR ha ottenuto un grande successo ottenendo il 44% nella provincia di Buenos Aires, staccando di 11 punti il Fronte per la Vittoria e ottenendo 16 deputati.
In occasione delle elezioni del 2019 il Fronte Rinnovatore è entrato nella coalizione del Fronte di Tutti supportando la candidatura di Alberto Fernández alla presidenza e Cristina Fernández de Kirchner alla vicepresidenza. Con la vittoria Massa, capolista nella provincia di Buenos Aires, è stato nominato presidente della Camera dei deputati e Mario Meoni ha ottenuto il dicastero dei trasporti.